# Pôncio de Trípoli

Os estados cruzados do Levante em 1135

Pôncio de Trípoli (em latim: Poncio; em francês: Pons; 1097 ou 1098 — 1137) sucedeu ao seu pai como conde de Trípoli de 1112 até sua morte. Filho de Bertrando de Toulouse com Helena da Borgonha.
Ao morrer sem descendência em 1112, Tancredo da Galileia fez-lhe prometer que se casaria com a sua viúva, Cecília de França, filha de Filipe I de França com Bertranda de Monforte, oferecendo como dote as fortalezas de Arcicano e Rúgia. Em 1115 este casamento também ajudou a reconciliar os cruzados normandos e provençais que se haviam oposto em duas facções durante o cerco e tomada de Antioquia. Com Cecília, teve a seguinte descendência:
- Raimundo II de Trípoli (1116 — 1152)
- Filipe (1126 — 1142)
- Inês (m. antes de Março de 1183), casada com Reinaldo II, senhor de Marqab

Em 1118 Pôncio aliou-se ao recém-eleito Balduíno II de Jerusalém, e no ano seguinte ambos marcharam para norte em direcção ao Principado de Antioquia, para auxiliar Rogério de Salerno contra uma invasão muçulmana do emir de Mardin. Rogério decidiu não aguardar a achegada dos reforços e foi morto, juntamente com a maioria do seu exército, na batalha do Campo de Sangue.
Pôncio ajudou Balduíno II, o recém-resgatado do cativeiro, a tomar Tiro em 1124, uma das últimas cidades costeiras da região em mãos muçulmanas. No ano seguinte participou da vitória cruzada na batalha de Azaz, que ajudou a recuperar muita da influência que os cristãos tinham perdido desde o Campo de Sangue. Se Boemundo II de Antioquia e Joscelino I de Edessa não tivessem entrado em conflito um contra o outro depois desta batalha, talvez Balduíno tivesse conseguido atacar Alepo; mas pouco tempo depois esta cidade e Moçul uniram-se sob o comando do atabegue Zengui, em 1128.
Balduíno morreu em 1131, sendo sucedido pela sua filha Melisende e pelo seu esposo Fulque V de Anjou. Alice de Antioquia, a irmã de Melisende que fora exilada do seu principado pelo anterior rei de Jerusalém, voltou a tomar o controlo de Antioquia. Aliou-se a Pôncio e Joscelino II de Edessa para demover Fulque de marchar para norte em 1132; Fulque e Pôncio enfrentaram-se na breve batalha de Rugia, perdida por Trípoli, e quando acabaram por acordar uma paz, Alice foi mais uma vez exilada.
Em 1133 o conde de Trípoli foi cercado no seu castelo de Monferrando por Zengui, e Cecília de França apelou ao seu meio-irmão materno Fulque para o ajudar. O muçulmano abandonou este cerco mas, ao voltar em Março de 1137, aprisionou e executou Pôncio, que foi sucedido pelo seu filho Raimundo II.